# Vedran Ćurak
Vedran Ćurak, hrvatski rukometni trener, trener hrvatskih mladih repreneztacija
S mladom reprezentacijom 2013. osvojio je srebro na svjetskom prvenstvu.
S kadetskom reprezentacijom osvojio zlato na svjetskom prvenstvu 2014. u Švicarskoj.